# Shooting Star (groupe)
Pour les articles homonymes, voir Shooting Star.
Shooting Star est un groupe américain de rock, originaire de Kansas City, Missouri.

## Histoire

### Débuts et charts
Shooting Star est formé dans la banlieue de Kansas City, Missouri, par des amis d'enfance, Ron Verlin et Van McLain (né Van Allen McElvain le 3 mai 1955 à Kansas City ; décédé le 2 mars 2018),. Ils étaient des voisins proches et de bons amis. Ils forment un groupe avec leurs frères, Craig McLain et John Verlin, et jouent des disques des Beatles dans le garage de la grand-mère de Ron. Deux ans plus tard, Van et Craig changent d'école et le groupe se sépare.
Le groupe sort son premier album, Shooting Star, qui atteint la 147e place du Billboard 200 et Van McLain en explique la raison : « On avait la chanson AOR la plus jouée du pays avec Last Chance et notre maison de disques, Virgin, s'est disputée avec Atlantic Records, qui était leur distributeur. Au final, on n'a pas pu mettre notre album dans les bacs pendant six mois. On aurait dû vendre une tonne d'albums en ayant une chanson aussi populaire à la radio, mais quand les gens sont allés dans les magasins, ils n'ont pas pu acheter l'album parce qu'il n'était pas dans les bacs ».
Avec le succès de The Best of et le désir des fans d'avoir de nouveaux morceaux, Shooting Star se voit offrir un nouveau contrat d'enregistrement avec Enigma Records. Les membres originaux Ron Verlin, Van McLain et Steve Thomas reviennent dans le groupe. Les autres membres sont Dennis Laffoon aux claviers et le chanteur Keith Mitchell. Charles Waltz devait à l'origine rejoindre le groupe, mais il avait déménagé en Californie et était occupé avec un autre groupe, Toledo Waltz, tandis que Gary West avait complètement quitté le monde de la musique. Thomas a joué de la batterie sur Touch Me Tonight mais quitte le groupe peu de temps après car il n'était pas en mesure de se consacrer à la musique à plein temps pendant cette période. Il est remplacé par Rod Lincoln. À Los Angeles, le groupe réalise une vidéo pour Touch Me Tonight. Elle est largement diffusée sur MTV, fait partie de leur classement des requêtes et atteint la 67e place du Billboard Hot 100. Il s'agit du single le mieux classé de la carrière du groupe. La chanson est également apparue dans le film Dark Angel de Dolph Lundgren sorti en 1990.
Le premier claviériste du groupe, Bill Guffey, décède le 12 avril 2007, à l'âge de 54 ans.
En juillet 2014, l'ancien chanteur de Shooting Star, Ronnie Platt, rejoint Kansas en remplacement du chanteur principal sortant Steve Walsh.

### Années 2010
Marquant les 35 ans de leur premier album, Shooting Star publie Into the Night en juillet 2015, qui était initialement disponible en téléchargement gratuit sur le site Web du groupe. Au cours de cette période, Van McLain, Dennis Laffoon et Steve Thomas, en plus de leurs fonctions au sein de Shooting Star, se produisent également dans la région d'Overland Park, au Kansas, sous la forme d'un trio - The Star Blues Band.
En septembre 2015, McLain ressent des symptômes semblables à ceux de la grippe, qui se sont aggravés. Après avoir eu des troubles de l'élocution, il est emmené aux urgences où il commence à présenter de graves symptômes d'encéphalite. On lui diagnostique une fièvre du Nil occidental (seulement le deuxième cas confirmé de Nil occidental au Kansas en 2015). Après plusieurs semaines de traitement contre le virus du Nil occidental, Van commence à dépasser le stade initial du virus, mais le virus l'avait affaibli à un point tel qu'il avait été hospitalisé pendant plus de 8 mois tout en faisant face à divers problèmes respiratoires et pulmonaires résultant de son état.
Le 24 septembre 2017, un concert spécial du Shooting Star Relief Fund est organisé à Kansas City pour aider McLain à poursuivre sa guérison de la fièvre du Nil occidental. Le concert met en vedette des membres de la scène musicale de KC, notamment The Elders, 2nd House, des membres des Rainmakers, et une performance Shooting Star Past and Present avec Steve Thomas, Dennis Laffoon et Todd Pettygrove se produisant avec des invités Gary West, Ron Verlin, Norm Dahlor, Janet Jameson et l'ancien camarade de groupe de Pettygrove, Chet Galloway, trié sur le volet et remplaçant Van, à la guitare.
Shooting Star était resté inactif depuis le début de la maladie de McLain en 2015. McLain décède le 2 mars 2018, des suites de complications de son infection par le virus du Nil occidental, à l'âge de 62 ans,.
Shooting Star annonce fin 2018 qu'ils donneraient un concert le 19 janvier 2019 à Kansas City avec une formation remaniée pour inclure l'ancienne violoniste Janet Jameson et le nouveau guitariste/chanteur Chet Galloway. Selon le site web du groupe, la famille de McLain soutenait pleinement une reformation et une continuation de Shooting Star, et la formation actuelle prévoyait d'annoncer d'autres concerts.

## Discographie

### Albums studio
- 1980 : Shooting Star
- 1981 : Hang on for Your Life
- 1982 : III Wishes
- 1983 : Burning
- 1985 : Silent Scream
- 1991 : It's Not Over
- 2000 : Leap of Faith
- 2006 : Circles
- 2015 : Into the Night